# 莱赫尔
莱赫尔（德語：Lehel）旧称“圣安妮近郊（St.-Anna-Vorstadt）”，是德国巴伐利亚州首府慕尼黑的一个市分区。它与另一个分区老城共同组成了慕尼黑的第1市辖区——老城-莱赫尔。

## 方位
莱赫尔大致由东部的伊萨尔河、西部的英国花园和托马斯·威默环路/卡尔·沙尔纳格环路、北部的马克斯·约瑟夫桥和南部的双桥大街（Zweibrückenstraße）形成其边界。此外，博物馆岛和普拉特岛的北侧部分亦属莱赫尔。

## 历史

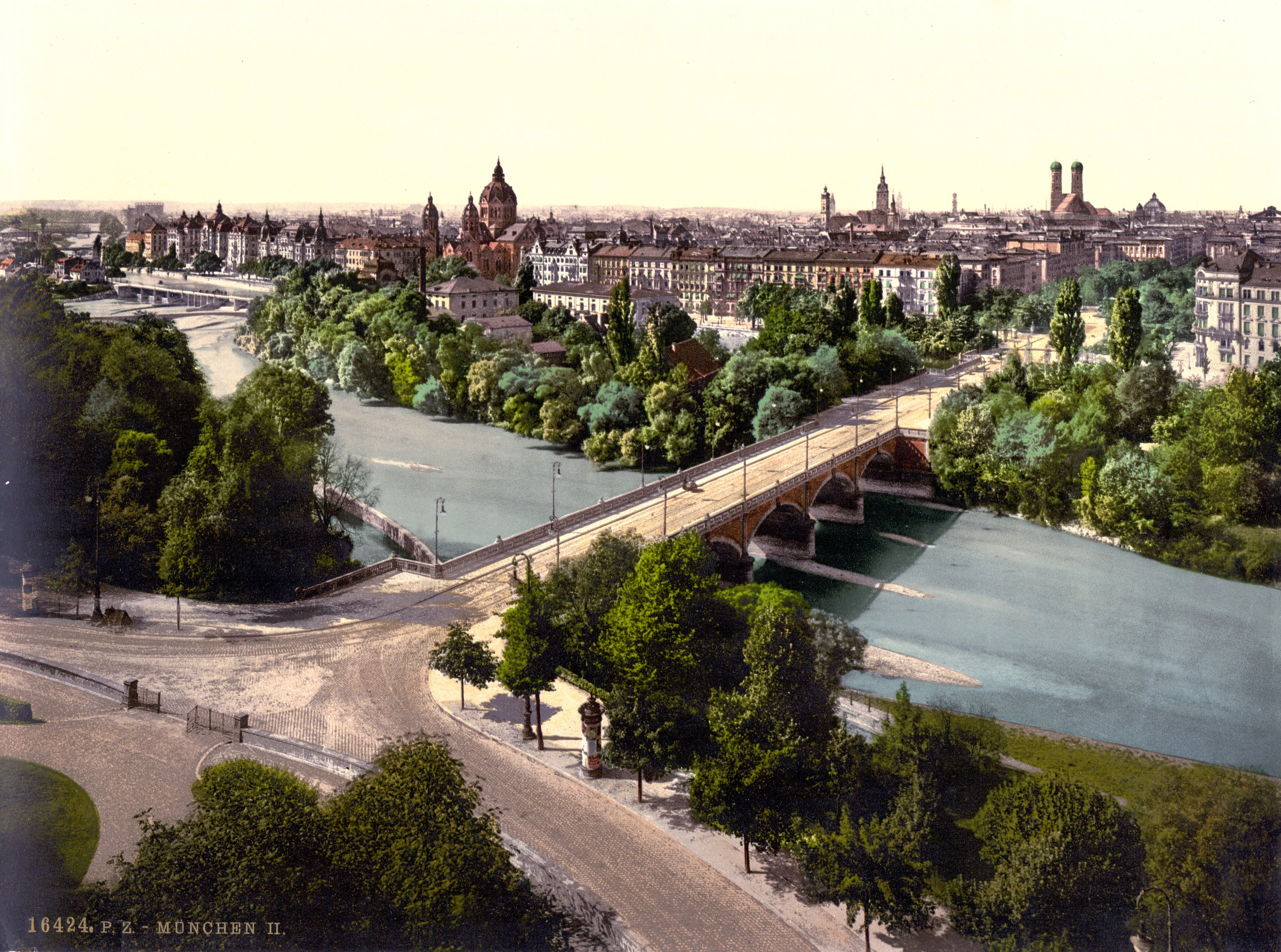
从马克西米利安纪念馆看莱赫尔 (1890–1905)

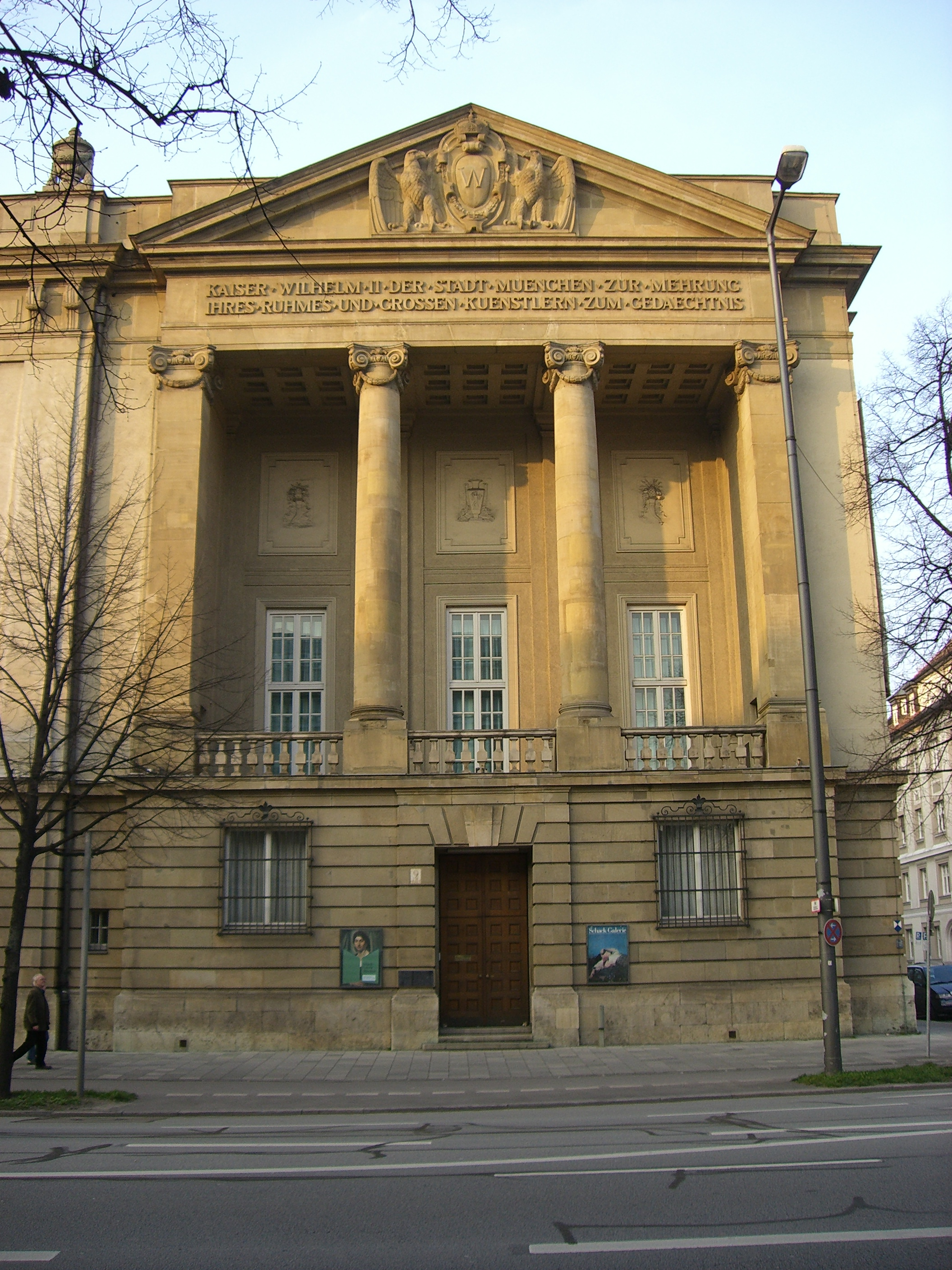
沙克藏馆

在路易四世统治巴伐利亚时期，从14世纪开始使用许多许多并非生活在城市，而是来自众多溪流与河滩林交错地带的贫民。“领地（lehen）”一词在1525年被首次提及。莱赫尔最初被纳入慕尼黑堡领地，但公爵仍保留了部分权利。直至选帝侯马克西米利安二世在1724年放弃了这些保留权利后，莱赫尔才完全由城市所管辖。通常它会被非正式的称为“被吞并”至慕尼黑。由于堡领地的其它地区以前的人口较为稀少，因此莱赫尔也会被视为慕尼黑的首个近郊。至1812年，它又被称为“外格拉根瑙社区（äußeres Graggenauer-Viertel）”。在城市大规模扩张的过程中，这一地区类似于其它近郊、如马克斯近郊一样而被正式称为“圣安妮近郊（St.-Anna-Vorstadt）”。但这一称谓较少使用。至19世纪中叶，莱赫尔主要供临时工和洗衣工居住，这使它成为了一个热门的居民区。由于在第二次世界大战期间仅遭受到轻微的破坏，使得社区如今基本得以保留了德意志帝国时期的建筑风貌。因此，除了在核心区域的外围，这里是慕尼黑房价最高的地区。即便是零售和餐饮在此地（很难找到大型商场）也需要支付昂贵的铺租。

## 名称
这一市分区的名称来源存在有不同的说法。较为常见的理论是对应稀落河滩林的鞣科植物（音译为“罗”）称谓，因为它曾广泛存在慕尼黑砾石平原中的许多地方，甚至至今仍能在奥宾和埃兴附近觅其踪影。该地区的许多地名也都来源于这一河滩林，包括罗霍夫和科费罗。必须指出的是，Lohe的腭音化非常明显，因此一些地名随着时间的推移而演化成自定义的正写法，例如洛赫哈姆和洛赫豪森。“莱赫尔”据此得名于一个小河滩林，即。
另一种较为罕见的理论认为“莱赫尔”可能是指以前在那里设立的一个小领地（Lehen），这同样也是巴伐利亚语中的小称词缀。

## 名胜古迹
莱赫尔具有丰富的名胜古迹。因此在这里能够找到莱赫尔圣安妮牧区圣堂（圣安妮大街19号）、莱赫尔圣安妮修道院教堂（圣安妮广场5号）以及圣路加堂（蒂尔施大街28号）。同时这一区还容纳有优秀的博物馆和文化机构，例如艺术之家（摄政王大街1号）、五洲博物馆（马克西米利安大街42号）、巴伐利亚国家博物馆（摄政王大街3号）、沙克藏馆（摄政王大街9号）、登山博物馆 (慕尼黑)暨捷克中心以及波兰文化中心（均位于摄政王大街7号）。其它的名胜还包括有马克斯纪念碑（马克西米利安大街50号附近）、福尔图娜喷泉（伊萨尔门）以及英国花园内的圆形外柱廊式凉亭和中国宝塔。